# Februar 2009
Portal Geschichte | Portal Biografien | Aktuelle Ereignisse | Jahreskalender | Tagesartikel

◄ |
20. Jahrhundert |
21. Jahrhundert

◄ |
1970er |
1980er |
1990er |
2000er
| 2010er | 2020er | 2030er | ►

◄ |
2005 |
2006 |
2007 |
2008 |
2009
| 2010 | 2011 | 2012 | 2013 | ►

◄ |
November 2008 |
Dezember 2008 |
Januar 2009 |
Februar 2009 |
März 2009 |
April 2009 |
Mai 2009 |
►
Dieser Artikel behandelt tagesbezogene Nachrichten und Ereignisse im Februar 2009.

## Tagesgeschehen

### Sonntag, 1. Februar 2009

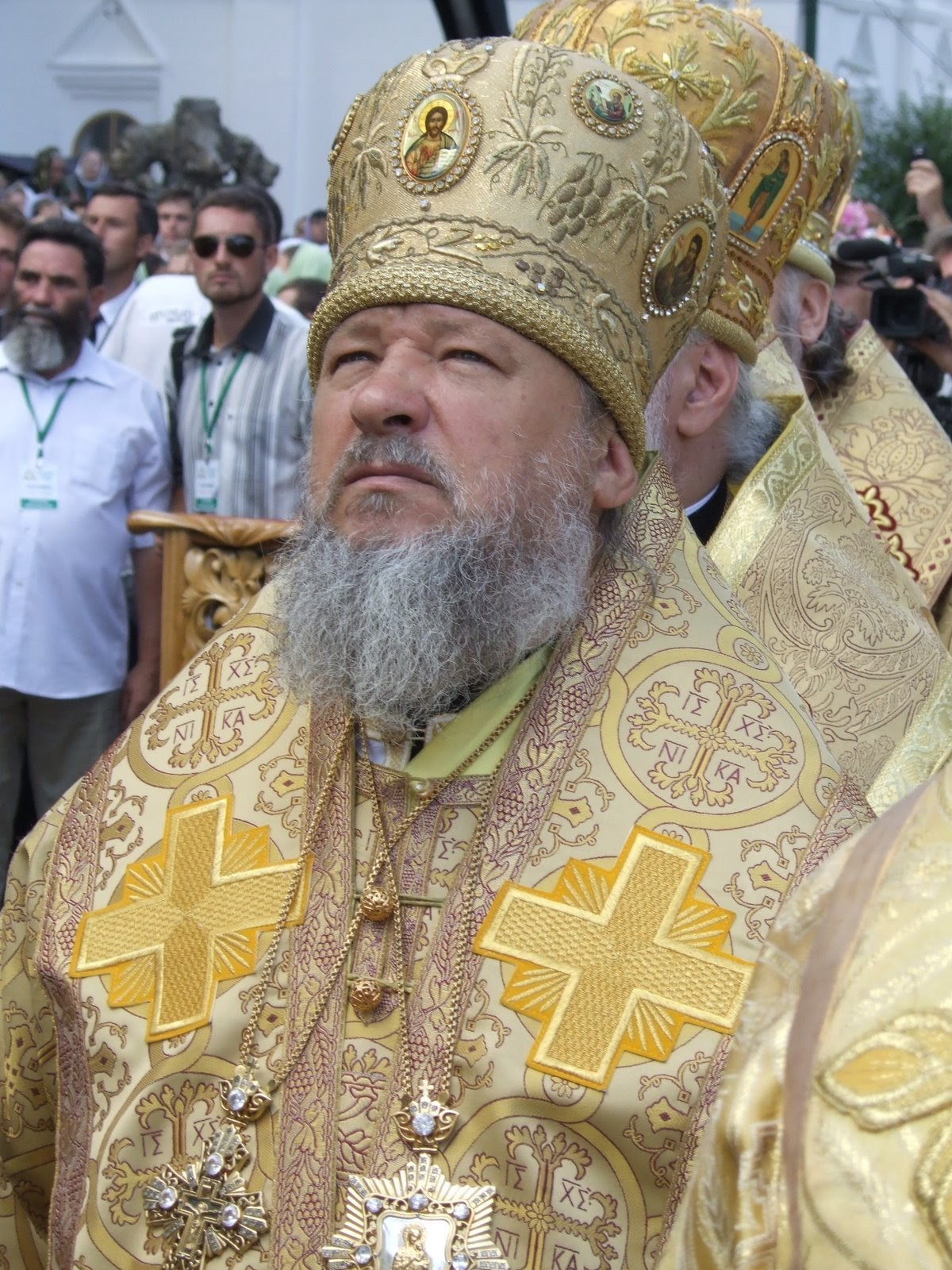
Kyrill I.

- Bélem/Brasilien: Das neunte Weltsozialforum geht zu Ende.
- Berlin/Deutschland: Das geplante Umweltgesetzbuch scheitert.[1]
- Köln/Deutschland: In der Affäre um Beraterverträge für die Sparkasse KölnBonn tritt Bürgermeister Josef Müller (CDU) zurück.[2]
- Melbourne/Australien: Der spanische Tennisspieler Rafael Nadal gewinnt zum ersten Mal die Australian Open, während bei den Damen zum vierten Mal die US-Amerikanerin Serena Williams erfolgreich ist.[3]
- Moskau/Russland: Kyrill I. tritt sein Amt als Patriarch von Moskau und der ganzen Rus der Russisch-Orthodoxen Kirche an.[4]
- Tampa/Vereinigte Staaten: Die Pittsburgh Steelers gewinnen den Super Bowl XLIII mit 27:23 gegen die Arizona Cardinals.[5]
- Zagreb/Kroatien: Im Finale der Handball-Weltmeisterschaft der Herren besiegt Frankreich Kroatien mit 24:19 und wird damit zum dritten Mal Weltmeister.[6]

### Montag, 2. Februar 2009
- Guangzhou/China: Infolge der weltweiten Finanz- und Wirtschaftskrise in den Vereinigten Staaten, Japan und Teilen Europas kommt es zu Massenentlassungen von Wanderarbeitern in den Küstenregionen. Demonstrationen mit Gewaltausschreitungen ereignen sich insbesondere durch entlassene Wanderarbeiter in der Provinz Guangdong.[7]
- Teheran/Iran: Nach Angaben staatlicher iranischer Medien hat das Land seinen ersten selbstgebauten Satelliten „Omid“ („Hoffnung“) in die Erdumlaufbahn geschossen. Die dafür nötige Trägerrakete Safir 2 wurde ebenfalls im Land hergestellt, was bei Beobachtern Besorgnis erregte, da sie befürchten, dass diese Raketen mit Sprengköpfen bestückt werden könnten. Dagegen beteuert Präsident Mahmud Ahmadinedschad friedliche Absichten bei der Entwicklung der iranischen Raumfahrt.[8]

### Dienstag, 3. Februar 2009
- Berlin/Deutschland: Der Daten- und Bespitzelungsskandal der Deutschen Bahn weitet sich aus.[9]
- Karlsruhe/Deutschland: Die Zwangsabgabe für Agrarprodukt-Werbung der Centralen Marketing-Gesellschaft der deutschen Agrarwirtschaft ist verfassungswidrig.[10]
- Mainz/Deutschland: Das Bundesland Rheinland-Pfalz erwirbt die Mehrheit am Flughafen Frankfurt-Hahn.[11]
- Paris/Frankreich: Die Europäische Weltraumorganisation gibt die Entdeckung des ersten in der Größe und Dichte erdähnlichen Exoplaneten CoRoT-Exo-7 b bekannt.[12]

### Mittwoch, 4. Februar 2009

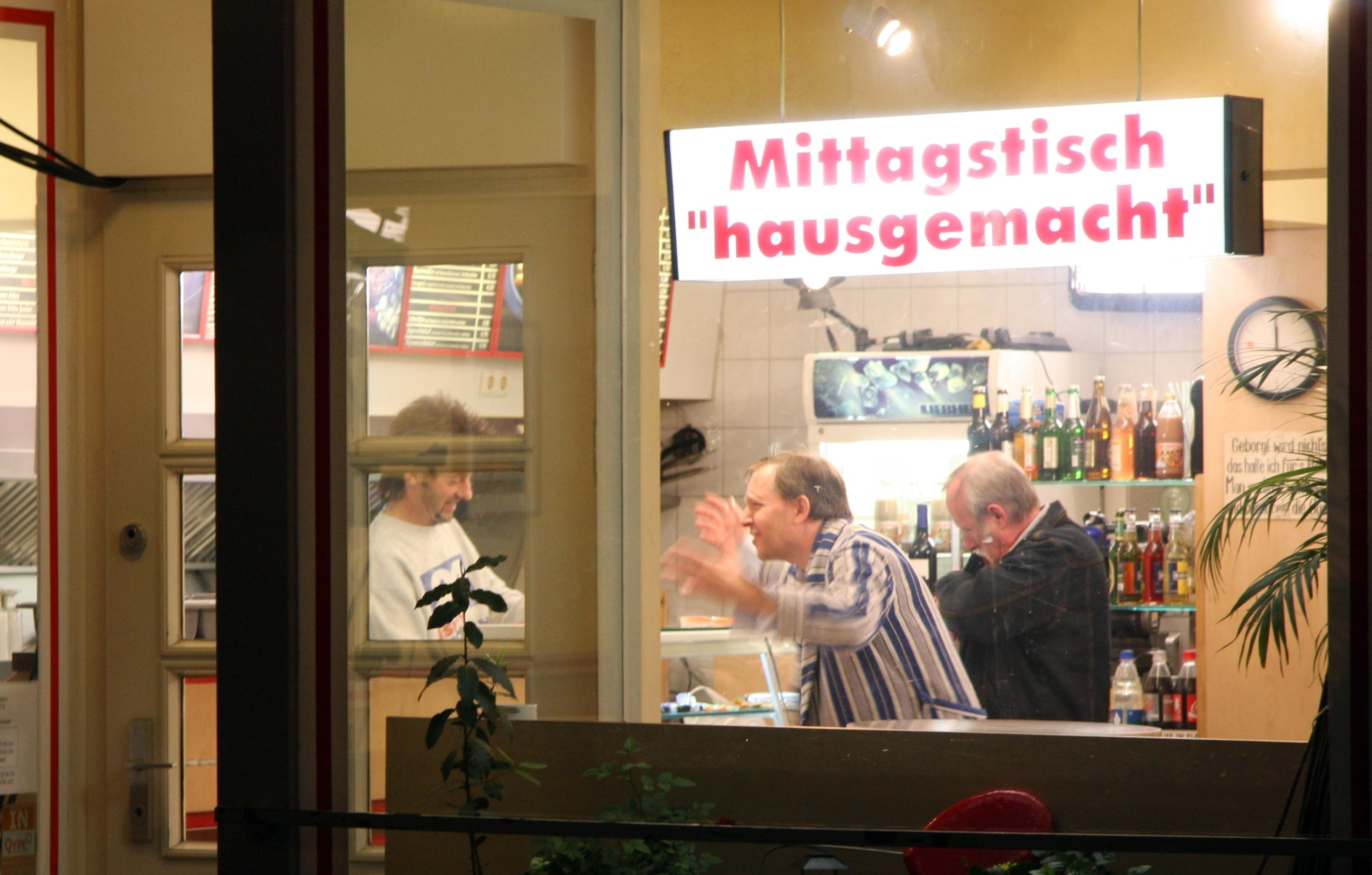
„Olli“ Dittrich (Person im Bademantel) als Dittsche

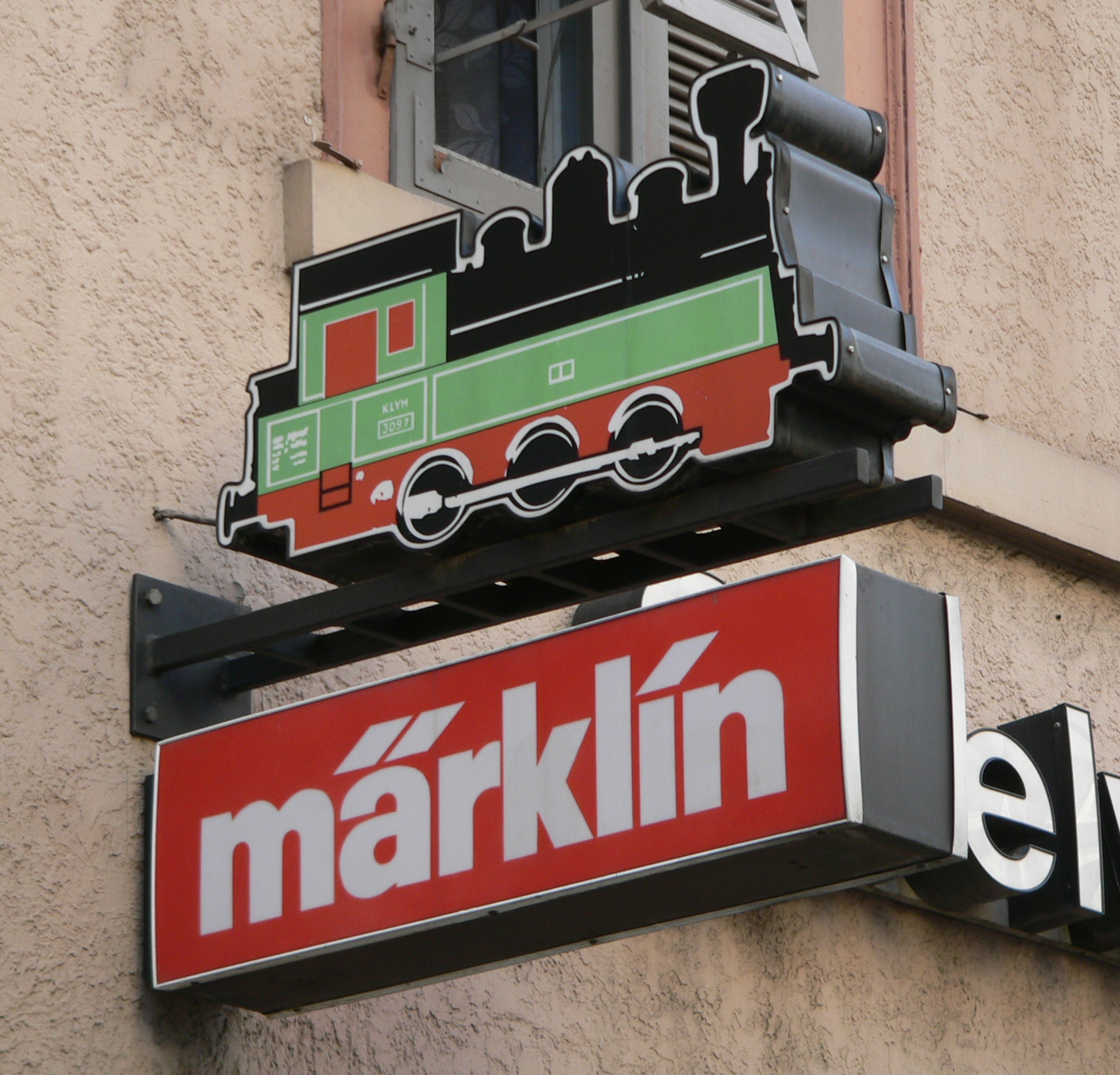
Märklin-Geschäft

- Berlin/Deutschland: Oliver Dittrich wird für die beste Unterhaltungssendung im deutschen Fernsehen mit der Goldenen Kamera ausgezeichnet.[13]
- Europa, Israel: Die Entscheidung des Papstes Benedikt XVI. zur Rehabilitierung der Priesterbruderschaft St. Pius X. führt in Europa und in Israel zu Protesten innerhalb und außerhalb der römisch-katholischen Kirche.[14][15][16]
- Göppingen/Deutschland: Der Spielzeughersteller Märklin meldet Insolvenz an.[17]
- Kairo/Ägypten: Mehrere Nachrichtenagenturen melden, dass der österreichische NS-Kriegsverbrecher Aribert Heim bereits seit knapp 16 Jahren tot sein soll. Heim, der in der NS-Zeit medizinische Versuche an Häftlingen der Konzentrationslager Buchenwald und Sachsenhausen praktiziert hat, soll bereits am 10. August 1992 in der ägyptischen Stadt Kairo gestorben sein.[18]
- Reykjavík/Island: Die Baugur Group, der größte Konzern des Landes, muss infolge der Finanzkrise Insolvenz anmelden.[19]

### Donnerstag, 5. Februar 2009

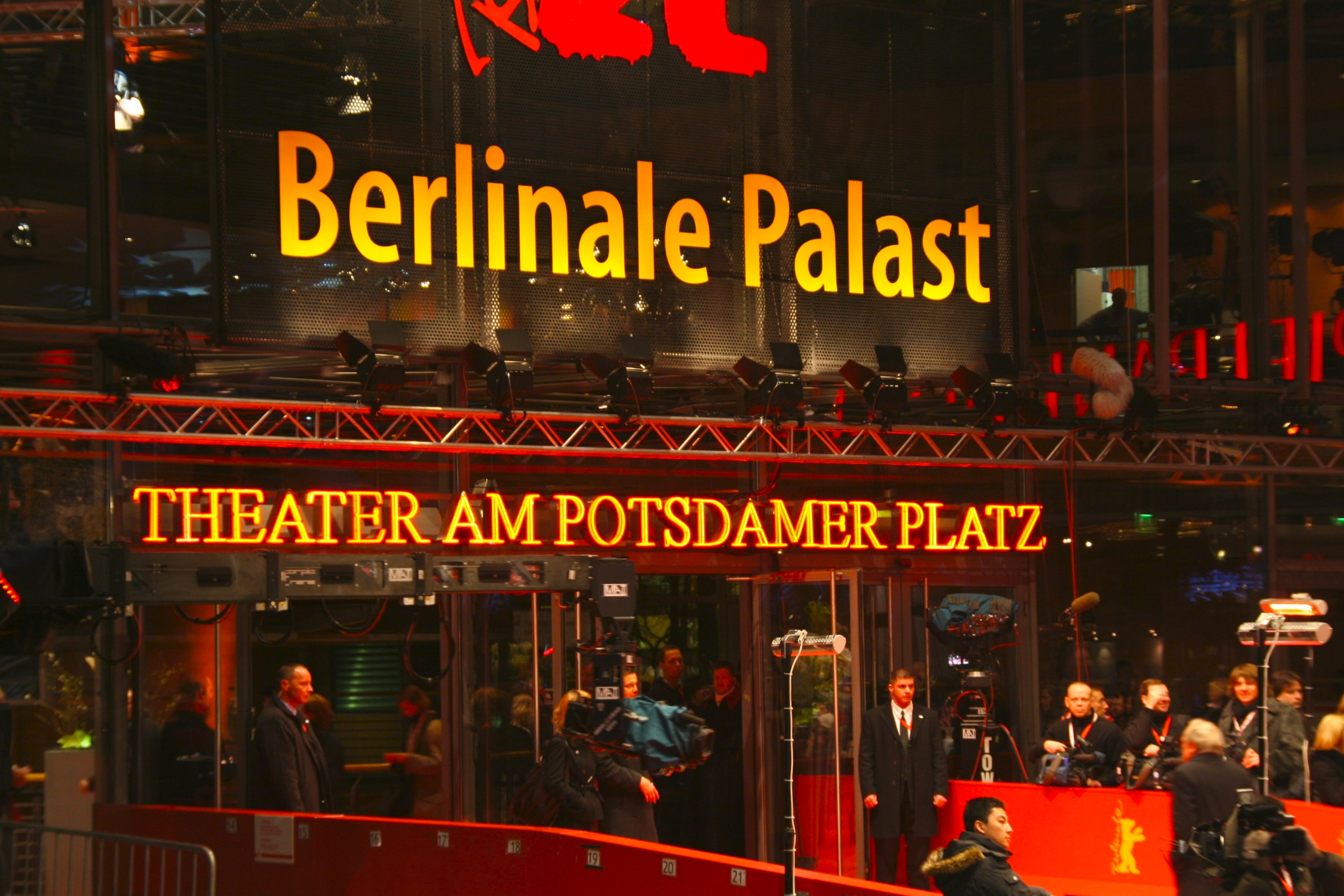
Das Musicaltheater am Potsdamer Platz

- Berlin/Deutschland: Die 59. Internationalen Filmfestspiele Berlin werden mit dem Film The International von Regisseur Tom Tykwer eröffnet.[20]
- Nairobi/Kenia: Der von somalischen Piraten gekaperte Frachter Faina, der mit 33 Panzern und schweren Waffen beladen ist, wird wieder freigegeben.[21]
- Washington, D.C. / Vereinigte Staaten: US-Präsident Barack Obama unterschreibt ein Gesetz, das die Krankenversicherung für Kinder in den Vereinigten Staaten ausweitet, indem sie durch eine Erhöhung der Tabaksteuer gegenfinanziert wird.[22]
- Wiesbaden/Deutschland: Der Hessische Landtag wählt den seit 1999 amtierenden Roland Koch (CDU) erneut zum Ministerpräsidenten.[23]

### Freitag, 6. Februar 2009
- Islamabad/Pakistan: Das Verfassungsgericht Pakistans spricht den unter Hausarrest stehenden Wissenschaftler Abdul Kadir Khan frei. Khan gab 2004 zu, Kenntnisse über den Bau von Kernwaffen an den Iran, Libyen und Nordkorea weitergegeben zu haben.[24]
- München/Deutschland: Bundesaußenminister Frank-Walter Steinmeier (SPD) eröffnet die 45. Münchner Konferenz für Sicherheitspolitik. Er plädiert in seiner Rede u. a. für eine Debatte über die Ziele des Militärbündnisses NATO, bevor dieses um weitere Staaten erweitert werde.[25]

### Samstag, 7. Februar 2009
- Berlin/Deutschland: Der Bundesminister für Wirtschaft Michael Glos (CSU) lässt über sein Ministerium bekanntgeben, dass er sein Amt zur Verfügung stelle, doch der CSU-Vorsitzende Horst Seehofer interveniert erfolgreich dagegen. Glos bleibt auf unbestimmte Zeit Minister.[26]
- Sydney/Australien: Bei durch hohe Temperaturen begünstigten Buschbränden im Südosten von Australien sterben mindestens 14 Menschen, bis zur 40 Opfer werden befürchtet.[27]

### Sonntag, 8. Februar 2009

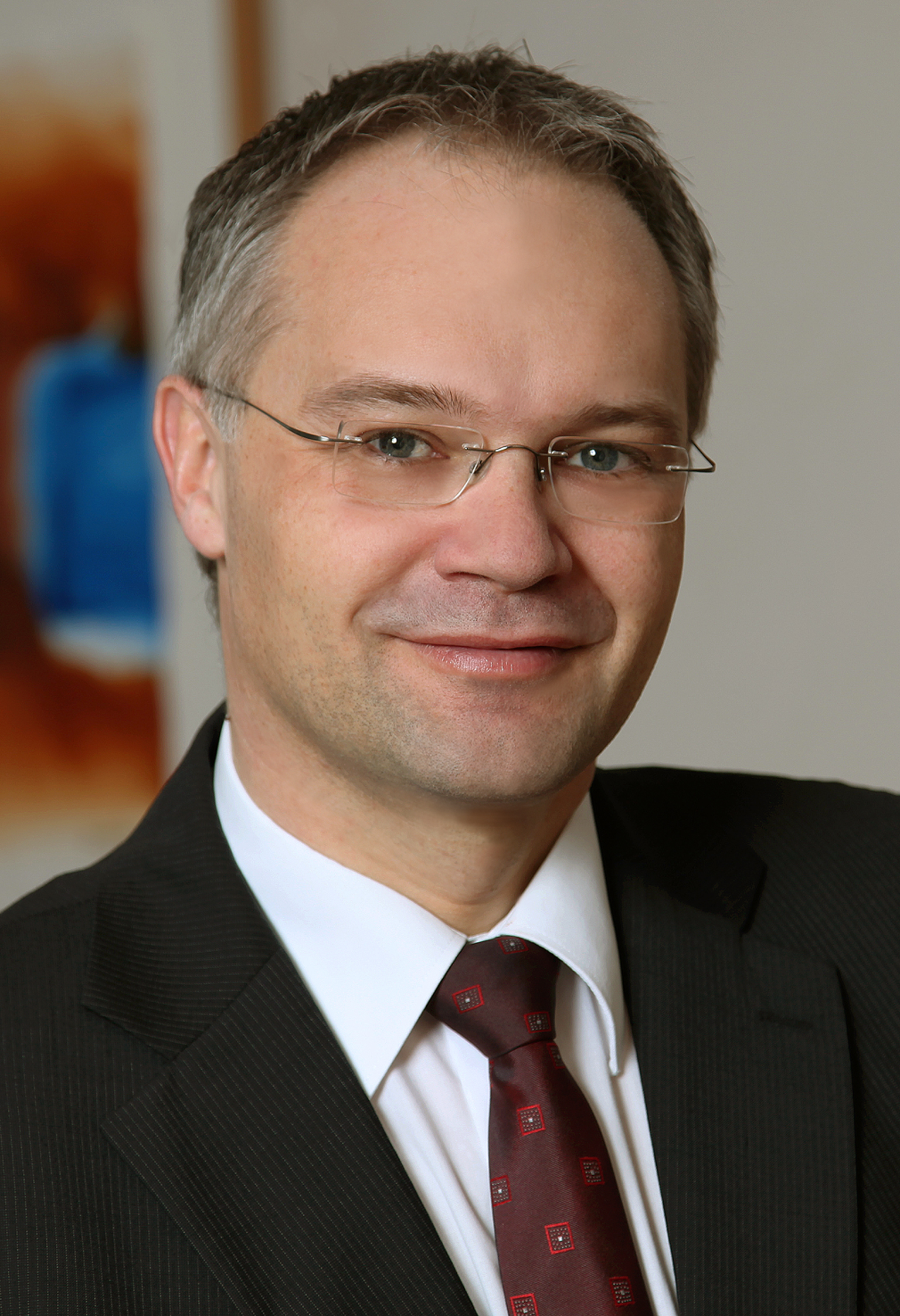
Mit Klaus Tschütscher wechselt in Liechtenstein die Regierung an die VU

- Bern/Schweiz: Die Eidgenössische Abstimmung über die Weiterführung der Personenfreizügigkeit und deren Ausdehnung auf Rumänien und Bulgarien endet mit einer deutlichen Mehrheit für eine enge Kooperation mit den EU-Staaten.[28]
- Manaus/Brasilien: Beim Absturz eines Turboprop-Flugzeuges im Amazonasbecken sterben mindestens 24 Menschen.[29]
- Vaduz/Liechtenstein: Bei den Landtagswahlen überholt die sozial-konservative Vaterländische Union (VU) in der Wählergunst die christlich-konservative Fortschrittliche Bürgerpartei (FBP). Auf die VU entfallen 47,6 % der Stimmen und auf die FBP 43,5 %.[30]
- Victoria/Australien: Die Zahl der Toten bei den schlimmsten Waldbränden seit Jahrzehnten steigt auf 96. Besonders betroffen ist der Bundesstaat Victoria.[31]

### Montag, 9. Februar 2009
- Aachen, Stuttgart/Deutschland: Die Textil-Unternehmen Adessa und Schiesser melden Insolvenz an.[32]
- Berlin/Deutschland: CSU-Generalsekretär Karl-Theodor zu Guttenberg löst Michael Glos als Bundeswirtschaftsminister ab.[33]
- Paris/Frankreich: Infolge der Finanzkrise entscheidet sich die französische Regierung für Protektionismus und stützt die eigene Automobilbranche durch milliardenschwere Kredite.[34]
- Peking/China: Ein nicht genehmigtes Feuerwerk löst einen Hochhausbrand aus, wobei der Neubau, in dem sich ein Luxushotel und ein Teil des chinesischen Staatsfernsehens CCTV befinden, zerstört wird.[35]
- Sri Lanka: Im umkämpften Norden von Sri Lanka reißt eine Selbstmordattentäterin mindestens 28 Menschen mit in den Tod und verletzt mindestens 45 weitere.[36]
- Victoria/Australien: Die Zahl der Todesopfer bei den Buschfeuern in Victoria erhöht sich auf mindestens 171, Dutzende werden noch vermisst. Die Feuer stellen die größte Feuerkatastrophe in der Geschichte Australiens dar.[37]

### Dienstag, 10. Februar 2009

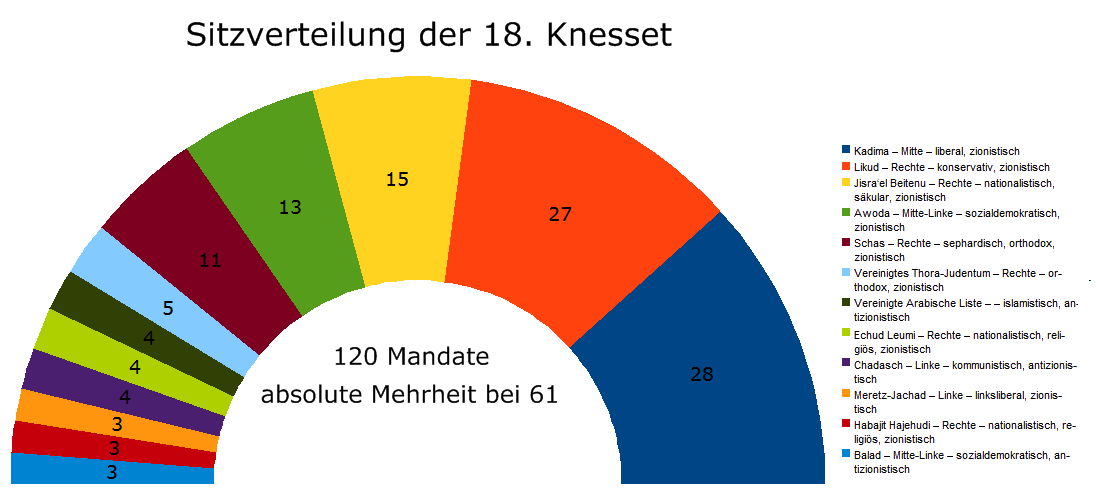
18. Knesset, 109 von 120 Sitzen für zionistische Parteien

- Baden-Baden/Deutschland: Der Dalai Lama erhält den Deutschen Medienpreis 2008.[38]
- Jerusalem/Israel: Bei den Israelischen Parlamentswahlen gewinnt die Partei Kadima knapp, anteilig stimmen 22,5 % der Wähler für Kadima und 21,6 % für Likud.[39]
- Karlsruhe/Deutschland: Das Bundesverfassungsgericht verhandelt über die Verfassungsmäßigkeit des Lissabon-Vertrages.[40]
- Teheran/Iran: Präsident Mahmud Ahmadinedschad zeigt bei den Feierlichkeiten zur Islamischen Revolution Gesprächsbereitschaft mit den Vereinigten Staaten, sofern die Gespräche „auf Augenhöhe und mit gegenseitigem Respekt“ stattfinden. Zuvor forderte der neue US-Präsident Barack Obama den Iran zu Verhandlungen auf.[41]
- Washington, D.C. / Vereinigte Staaten: In der Erdumlaufbahn stößt der russische Satellit Cosmos 2251 mit dem amerikanischen Satelliten Iridium 33 in rund 790 km Höhe zusammen, wobei rund 600 Trümmerteile entstehen (Satellitenkollision am 10. Februar 2009).[42]

### Mittwoch, 11. Februar 2009

Logo der Hypo Real Estate

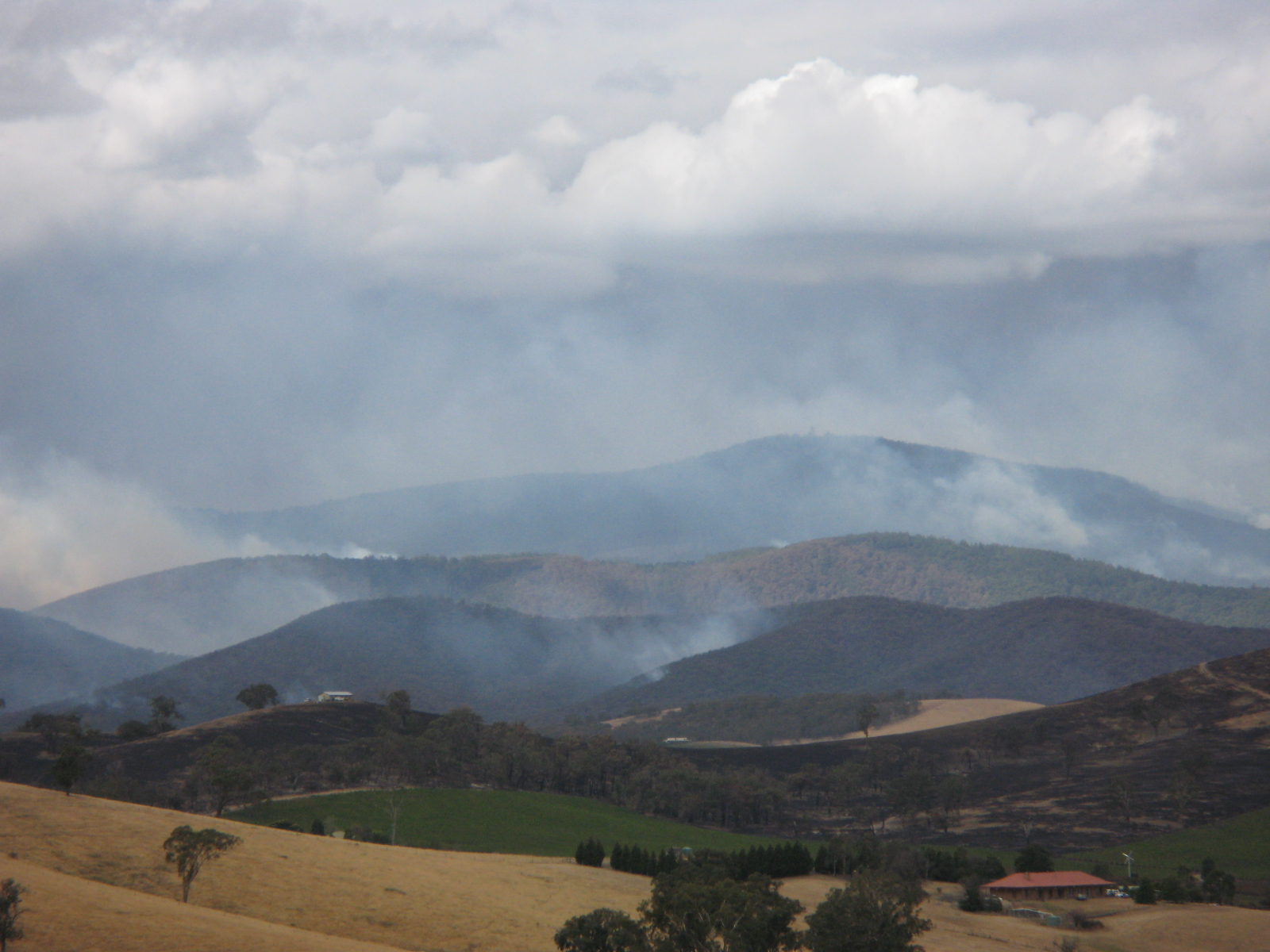
Buschfeuer in Victoria

- Düsseldorf/Deutschland: NRW-Verkehrsminister Oliver Wittke (CDU) tritt zurück, nachdem er in öffentlich in Bedrängnis geriet, weil er im November 2008 in einer geschlossenen Ortschaft mit 109 km/h geblitzt wurde und seinen Führerschein für zwei Monate abgeben musste.[43]
- Frankfurt am Main/Deutschland: Die Bankenholding Hypo Real Estate aus München erhält vom staatlichen Sonderfonds Finanzmarktstabilisierung weitere zehn Milliarden Euro Garantie, so dass sich die Gesamtsumme auf mittlerweile 102 Milliarden Euro beläuft.[44]
- Harare/Simbabwe: Morgan Tsvangirai wird als neuer Premierminister vereidigt.[45]
- Kabul/Afghanistan: Bei einer Serie von drei nahezu zeitgleichen Anschlägen auf Regierungsgebäude, die von acht Selbstmordattentätern durchgeführt werden, sterben mindestens 26 Menschen und 55 weitere werden verletzt. Als Urheber wird die politische Taliban vermutet, die Afghanistans Regierung durch Terror schwächen will.[46]
- Victoria/Australien: Die Zahl der Toten durch die Buschfeuer in Victoria steigt auf 173 und 430.000 Hektar Fläche fielen den Flammen zum Opfer, wobei es neue Fälle von Brandstiftung gibt.[47]

### Donnerstag, 12. Februar 2009
- Berlin/Deutschland: Die Föderalismuskommission einigte sich auf eine Schuldenbremse, nach der die Nettokreditaufnahme des Bundes ab 2020 maximal 0,35 Prozent des Bruttoinlandsproduktes betragen darf.[48]
- Berlin/Deutschland: Der Bundestag beschloss die Einrichtung einer zentralen Ansprechstelle für Soldaten mit Posttraumatischen Belastungsstörungen (PTBS) und eines Forschungszentrums bei der Bundeswehr.[49]
- Buffalo / Vereinigte Staaten: Beim Absturz einer De Havilland DHC-8-400 der Colgan Air kamen 50 Menschen ums Leben (Continental-Airlines-Flug 3407).[50]
- Hamburg/Deutschland: Laut einer Umfrage der DAK greifen zwei Millionen Menschen wegen Stress und Konflikten am Arbeitsplatz zu Medikamenten, davon 800.000 regelmäßig.[51]

### Freitag, 13. Februar 2009
- Berlin/Deutschland: Nach dem Bundestag stimmt der Bundesrat der Ausweitung des Arbeitnehmer-Entsendegesetzes auf die Arbeitsbereiche Pflege, Großwäschereien, Wach- und Sicherheitsgewerbe, Abfallwirtschaft, Bergbauspezialdienste und Weiterbildung zu.[52]
- Hamburg/Deutschland: Im Ehrenmordprozess verurteilt das Landgericht Hamburg Ahmad Obeidi (24) für den Ehrenmord an seiner Schwester Morsal Obeidi am 15. Mai 2008 zu einer lebenslangen Freiheitsstrafe. Nach der Urteilsverkündung kommt es zu Tumulten im Landgerichtsgebäude durch seine Familienangehörigen.[53]
- Hilla/Irak: Eine Selbstmordattentäterin verübt einen Anschlag auf eine Pilgergruppe, welche sich auf dem Wege nach Kerbela befand und reißt mindestens 35 Menschen mit in den Tod. Es ist bereits der dritte Anschlag innerhalb weniger Tage.[54]
- London/Vereinigtes Königreich: Die Bruchlandung einer Passagiermaschine der Fluggesellschaft British Airways auf dem Flughafen London City verläuft glimpflich. Vier Menschen erleiden leichte Verletzungen.[55]
- Washington, D.C. / Vereinigte Staaten: Das Repräsentantenhaus und der Senat verabschieden das US-Konjunkturprogramm 2009 mit einem Finanzvolumen von etwa 779 Milliarden US-Dollar.[56]

### Samstag, 14. Februar 2009

Logo der Alpinen Skiweltmeisterschafetên 2009

- Bollberg/Deutschland: Teilnehmer einer Gegendemonstration zu einer NPD-Demonstration in Dresden werden bei ihrer Rückreise auf der Autobahnraststätte „Teufelstal“ vermutlich von schwedischen Neonazis überfallen.[57]
- Dresden/Deutschland: Die NPD und zahlreiche rechtsextreme Organisationen versammeln etwa 6.000 Personen zu einer Demonstration zum Gedenken an den 64. Jahrestag der Luftangriffe auf Dresden. Gleichzeitig versammeln sich über zehntausend Gegendemonstranten der Gewerkschaften und Kirchen.[58]
- Peschawar/Pakistan: Bei einem Drohnenangriff der Streitkräfte der Vereinigten Staaten werden im Nordwesten Pakistans nach ersten Angaben 30 Menschen in einem Ausbildungslager der „Pakistanischen Taliban“ getötet, die sich unter Baitullah Mehsud im offenen Kampf gegen die Regierung des Landes befindet.[59]
- Potsdam/Deutschland: Nachdem die Arbeitgeberseite der Tarifgemeinschaft deutscher Länder (TdL) um den Finanzminister Niedersachsens Hartmut Möllring ein Angebot über 4,2 Prozent Einkommenserhöhung ab 1. Juli 2009 machen, werden die Einkommens-Tarifverhandlungen für den Bereich der Bundesländer erneut um zwei Wochen verschoben.[60]
- Val-d’Isère/Frankreich: Bei den Alpinen Skiweltmeisterschaften 2009 gewinnt Maria Riesch im Slalom.[61]

### Sonntag, 15. Februar 2009
- Berlin/Deutschland: Bundeskanzlerin Angela Merkel (CDU) erklärt in einem Interview mit dem ZDF-Politmagazin Berlin direkt, die Bundesregierung habe versprochen, systemwichtige Banken mit allen möglichen Mitteln vor einer Insolvenz zu bewahren. Daher werde die Bundesregierung alles tun, um die Hypo Real Estate zu retten.[62]
- Berlin/Deutschland: Die Jury der 59. Internationalen Filmfestspiele Berlin zeichnet den Film La teta asustada (deutsch Eine Perle Ewigkeit) von Regisseurin Claudia Llosa als besten Beitrag des Festivals mit dem Goldenen Bären aus.[63]
- Caracas/Venezuela: Staatspräsident Hugo Chávez setzt per Referendum eine Verfassungsänderung durch, wonach er unbegrenzt als Präsident wiedergewählt werden kann.[64]
- Kairo/Ägypten: Die rivalisierenden Palästinenser-Organisationen Fatah und Hamas beginnen ihren vor Wochen angekündigten Versöhnungsdialog. Es sollen fünf Komitees gebildet werden; erster Verhandlungspunkt ist die Freilassung der gegenseitigen Gefangenen.[65]
- Linz/Österreich: Der katholische Priester Gerhard Maria Wagner aus Windischgarsten bittet Papst Benedikt XVI. um Widerrufung seiner Ernennung zum Weihbischof der Diözese Linz. Vorausgegangen war Empörung u. a. über Wagners Aussage zur „Heilbarkeit von Homosexualität“.[66]

### Montag, 16. Februar 2009
- Berlin/Deutschland: Innenminister Wolfgang Schäuble (CDU) hat nach den Datenskandalen bei der Deutschen Bahn und der Deutschen Telekom zu einem Spitzengespräch über Datenschutz für Arbeitnehmer eingeladen. Beim Spitzengespräch waren neben dem Datenschutzbeauftragten Peter Schaar der Deutsche Gewerkschaftsbund und einige Arbeitgeberverbände vertreten. Schäuble erklärte, ein Arbeitnehmer-Datenschutzgesetz werde es aber erst nach der Bundestagswahl 2009 geben.[67]
- Berlin/Deutschland: Bundesaußenminister Frank-Walter Steinmeier (SPD) ernennt den Diplomaten Bernd Mützelburg zum Sondergesandten für die Region Afghanistan und Pakistan.[68]
- Peschawar/Pakistan: Die Nordwestprovinz schließt mit dem muslimischen Geistlichen Maulana Sufi Mohammad ein Friedensabkommen mit der Taliban. Danach werden die Militäroperationen der Pakistanischen Armee gegen die Taliban im Swat-Tal eingestellt. Die Taliban erhält das Recht auf Einführung der Schari'a.[69]
- Pjöngjang/Nordkorea: Nordkorea feiert den 67. Geburtstag des offiziell so benannten „geliebten Führers“ Kim Jong-il, der sich allerdings nicht zu erkennen gibt, so dass Spekulationen um sein Wohlergehen neue Nahrung erhalten.[70]
- Tokio/Japan: Das japanische Bruttoinlandsprodukt fiel im vierten Quartal 2008 um 12,7 % niedriger aus als im vierten Quartal 2007. Damit ist Japans schwerste Rezession seit dem Zweiten Weltkrieg durch amtliche Zahlen bestätigt.[71]

### Dienstag, 17. Februar 2009
- Phnom Penh/Kambodscha: Mit dem Verfahren gegen Kang Kek Leu vor dem Roten-Khmer-Tribunal beginnt 30 Jahre nach dem Ende der Herrschaft der Roten Khmer der erste Prozess gegen einen Funktionär der Guerilla.[72]
- Tokio/Japan: Der japanische Finanzminister Shōichi Nakagawa kündigt seinen Rücktritt an, nachdem er sich auf einer Pressekonferenz während des G7-Gipfels benebelt und betrunken zeigte.[73]
- Washington, D.C. / Vereinigte Staaten: Die US-Regierung beschließt die Entsendung von 17.000 zusätzlichen Soldaten nach Afghanistan für die Internationale Sicherheitsunterstützungstruppe unter Leitung des Militärbündnisses NATO.[74]

### Mittwoch, 18. Februar 2009
- Berlin/Deutschland: Die Bundesregierung beschließt Ergänzungen zum Finanzmarktstabilisierungsgesetz zur Neustrukturierung systemrelevanter Banken. Dabei geht es insbesondere um eine staatliche Übernahme der angeschlagenen Hypothekenbank Hypo Real Estate. Ein sogenanntes Rettungsübernahmegesetz sieht als allerletztes Mittel eine Enteignung und Verstaatlichung der Hypo Real Estate Bank vor.[75]
- Brüssel/Belgien: Die Europäische Union leitet Defizitverfahren wegen zu hoher Neuverschuldung gegen die EU-Mitgliedsländer Frankreich, Spanien, Griechenland, Malta, Lettland und Irland ein.[76]
- Detroit / Vereinigte Staaten: General Motors-Vorsitzender Rick Wagoner präsentiert einen Sanierungsplan, nach dem GM 47.000 von 244.000 Stellen abbauen will und dennoch 36 Milliarden US-Dollar neue Staatsbeihilfen benötigt.[77][78]
- Lampedusa/Italien: Aus Protest dagegen, dass ihre beabsichtigte Migration in die Europäische Union enden könnte, setzen tunesische Internierte das Flüchtlingslager auf der Insel Lampedusa in Brand. Am Vortag traten etwa 100 von ihnen in einen Hungerstreik.[79]
- Prag/Tschechische Republik: Das tschechische Abgeordnetenhaus stimmt dem Vertrag von Lissabon zu. Die Zustimmungen von Senat und Staatspräsident Václav Klaus stehen noch aus.[80]
- Rüsselsheim/Deutschland: Der General-Motors-Sanierungsplan nährt Spekulationen um GM-Europe und die Adam Opel GmbH. Es gibt Spekulationen um die Schließung der Standorte Bochum, Kaiserslautern und Rüsselsheim. Opel-Betriebsrat und Politiker fordern die Lösung von Opel von General Motors. Eine Beteiligung einiger Bundesländer und eines Investors werden diskutiert. NRW-Ministerpräsident Jürgen Rüttgers (CDU) wird mit GM-Vorsitzendem Rick Wagoner über die Opel-Zukunft sprechen.[81][82]

### Donnerstag, 19. Februar 2009
- Moskau/Russland: Im Gerichtsprozess um die Ermordung der regierungskritischen Journalistin Anna Stepanowna Politkowskaja haben die Geschworenen die drei Angeklagten für nicht schuldig an der Beihilfe zum Mord erklärt. Angeklagt waren die tschetschenischen Brüder Ibrahim und Dschabrail Machmudow, deren flüchtiger Bruder Rustam Machmudow der Todesschütze sein soll, und ein russischer Polizist.[83]
- Straßburg/Frankreich: Der tschechische Staatspräsident Václav Klaus bringt vor dem Parlament der Europäischen Union seine ablehnende Haltung gegenüber dem Vertrag von Lissabon zum Ausdruck und führt aus: „Wer es wagt, über eine Alternative nachzudenken, wird sofort als Gegner der Europäischen Integration gebrandmarkt.“ Zahlreiche Abgeordnete verlassen aus Protest gegen seine Rede den Plenarsaal. Der Abgeordnete Daniel Cohn-Bendit (Grüne) bezeichnet die Ausführungen als „Karnevalsrede“.[84]
- Wien/Österreich: Der traditionelle Wiener Opernball geht zum 74. Mal über die Bühne. In die Loge des Baumeisters Richard Lugner ist die US-amerikanische Schauspielerin Nicollette Sheridan (Desperate Housewives) eingeladen.

### Freitag, 20. Februar 2009

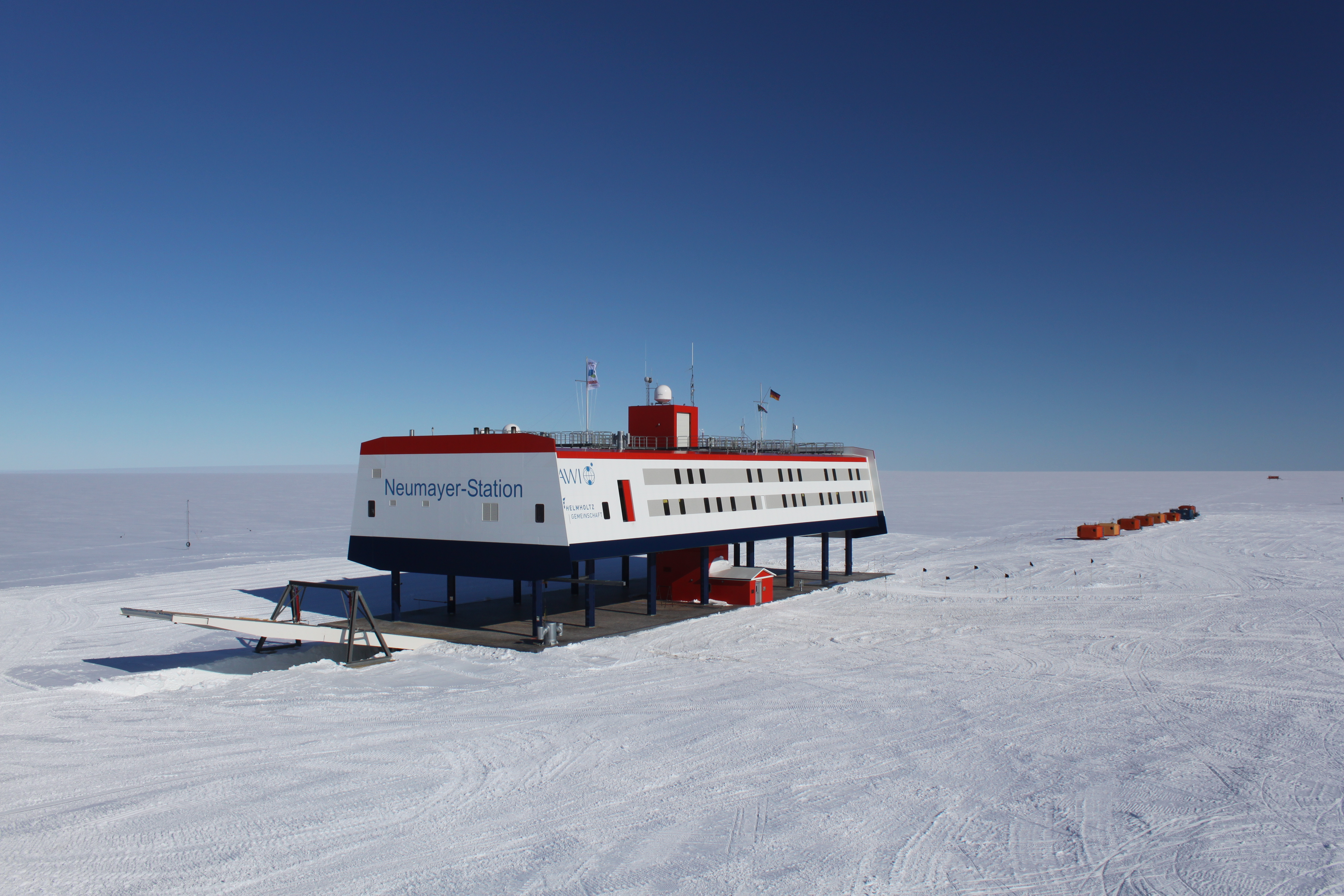
Modell der Neumayer-Station III in der Antarktis

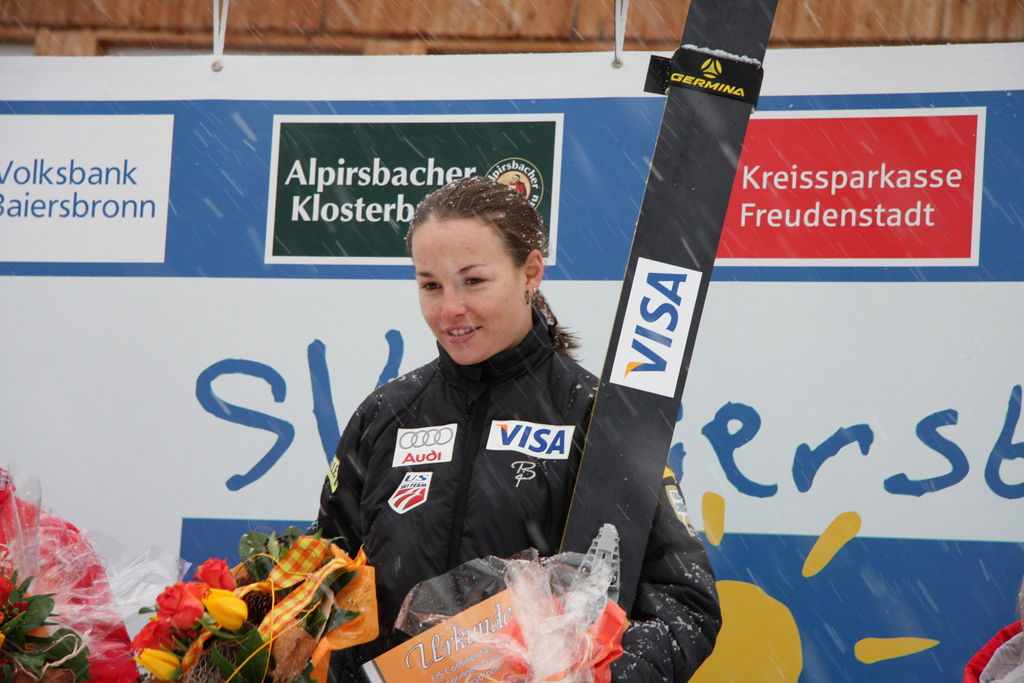
Lindsey Van

- Antarktis: Die Bundesrepublik Deutschland weiht die Forschungseinrichtung Neumayer-Station III ein, welche die Neumayer-Station II auf dem Ekström-Schelfeis ersetzen wird.[85]
- Dera Ismail Khan/Pakistan: Ein Selbstmordattentäter reißt bei einer Leichenprozession im Nordwesten des Landes mindestens 27 Menschen mit in den Tod und verletzt mehr als 60 weitere.[86]
- Frankfurt am Main/Deutschland: Der Aktienindex DAX schließt bei 4.014,66 Punkten auf dem niedrigsten Stand seit November 2004.[87]
- Liberec/Tschechische Republik: Bei der Nordischen Skiweltmeisterschaft 2009 wird Lindsey Van aus den USA zur ersten Weltmeisterin im Damenskispringen. Silber geht an Ulrike Gräßler aus Deutschland und Bronze an die Norwegerin Anette Sagen.[88]
- Trollhättan/Schweden: Der zum US-Konzern General Motors (GM) gehörende Autohersteller Saab beantragt Gläubigerschutz und will die Produktion dennoch fortsetzen.[89]

### Samstag, 21. Februar 2009
- Berlin/Deutschland: Bei der Echoverleihung 2009 in der O2 World sind Helene Fischer (2 Echos), Amy Winehouse (2 Echos) und Peter Fox (3 Echos) die größten Gewinner.
- Bratislava/Slowakei: Bei einem Zusammenstoß eines Reisebusses mit einem Zug auf der Bahnstrecke Banská Bystrica–Červená Skala bei Polomka werden 12 Businsassen getötet und über 20 weitere schwer verletzt. Darüber hinaus werden 15 Bahninsassen verletzt. Der Reisebus war mit einer Panne auf dem unbeschrankten Bahnübergang stehen geblieben, als sich der Zug mit einer Geschwindigkeit von 70 km/h näherte und anschließend den Reisebus etwa 30 Meter vor sich her schob.[90]
- Peking/China: US-Außenministerin Hillary Clinton spricht auf ihrer ersten Auslandsreise in Asien mit der Chinesischen Regierung. Sie spricht mit Außenminister Yang Jiechi über das gegenseitige Verhältnis, die Wirtschaftskrise und den Atomkonflikt mit Nordkorea.[91]
- Teheran/Iran: Ex-Bundeskanzler Gerhard Schröder möchte sich bei seinem Besuch mit Staatspräsident Mahmud Ahmadinedschad treffen. Er wird Ahmadinedschads Ansichten zur Leugnung des Holocausts, zum Existenzrecht Israels und zum Iranischen Atomwaffenprogramm scharf kritisieren.[92]

### Sonntag, 22. Februar 2009
- Kairo/Ägypten: Bei einer Bombenexplosion in der Nähe der Hussein-Moschee und des beliebten Khal-el-Khalili Basars werden mindestens zwölf Touristen verletzt. Eine weitere Bombe in der Nähe kann von ägyptischen Sicherheitskräften rechtzeitig entschärft werden.[93]
- Los Angeles / Vereinigte Staaten: Bei der 81. Oscarverleihung im Kodak Theatre erhält Slumdog Millionär acht Oscars. Jochen Alexander Freydank erhält für den Kurzfilm Spielzeugland einen Oscar.[94]
- Peking/China: Bei einem Grubenunglück in einem Kohlebergwerk in der nordchinesischen Provinz Shanxi sterben mindestens 74 Menschen, mindestens 20 weitere sind noch verschüttet.[95]

### Montag, 23. Februar 2009

Folge der Finanzkrise: Länder in der Rezession in dunkelrot

- Amsterdam/Niederlande: Der schwedische Energieversorger Vattenfall AB gibt bekannt, den niederländischen Energieversorger Nuon für 8,5 Milliarden Euro übernehmen zu wollen.[96]
- Banda Aceh/Indonesien: In Erinnerung an den Tsunami im Jahr 2004 eröffnet das Aceh Tsunami Museum. In der Gegend starben durch die Flutwelle mehr als 100.000 Menschen, inzwischen wurden u. a. circa 130.000 Häuser wiederaufgebaut. Das Museum ist als Schutzraum bei künftigen Katastrophen ausgelegt.[97]
- Frankfurt am Main/Deutschland, New York/Vereinigte Staaten: Aufgrund der Finanzkrise fällt der Deutsche Aktienindex DAX an der Frankfurter Wertpapierbörse erstmals seit November 2004 unter die Marke von 4.000 Punkten. Der amerikanische Index Dow Jones Industrial Average notiert auf dem niedrigsten Stand seit Oktober 1997.[98][99]

### Dienstag, 24. Februar 2009
- Bagdad/Irak: Sechs Jahre nach der Plünderung des irakischen Nationalmuseums wird das Museum erstmals wieder eröffnet.[100]
- Boston / Vereinigte Staaten: In einer in der Zeitschrift Science publizierten Studie haben Forscher ihre Forschungsergebnisse zu einer Grippeimpfung veröffentlicht. Danach rückt eine universell wirksame Grippeimpfung näher.[101]
- Hamburg, Kiel/Deutschland: Die Landesregierungen von Schleswig-Holstein und Hamburg beschließen in einer gemeinsamen Kabinettssitzung ein Rettungspaket für die HSH Nordbank, welches eine Kapitalspritze über drei Milliarden Euro und eine Sicherheitsgarantie über zehn Milliarden Euro beinhaltet.[102]
- Mogadischu/Somalia: Bei Angriffen von islamistischen Rebellen auf den Präsidentenpalast sterben 15 Menschen und 90 weitere werden verletzt.[103]
- Paris/Frankreich: Die Versteigerung des Nachlasses von Yves Saint Laurent im Auktionshaus Christie’s im Grand Palais am Seine-Ufer bringt mit Verkäufen im Wert von 206 Millionen Euro mehr Einnahmen als jemals für eine versteigerte Privatsammlung zuvor.[104]
- St. Gallen/Schweiz: Die Sporthalle der gewerblichen Berufsschule stürzt unter großer Schneelast ein, doch sind wegen der frühen Morgenstunde keine Verletzten zu beklagen. Die 50 m lange und 26 m breite Halle mit begrüntem Dach wurde seit 2006 genutzt. Mögliche Ursache für das Nachgeben des Dachs ist die Beschaffenheit des Baugrunds, die Statik der Halle wurde regelmäßig geprüft.[105]

### Mittwoch, 25. Februar 2009

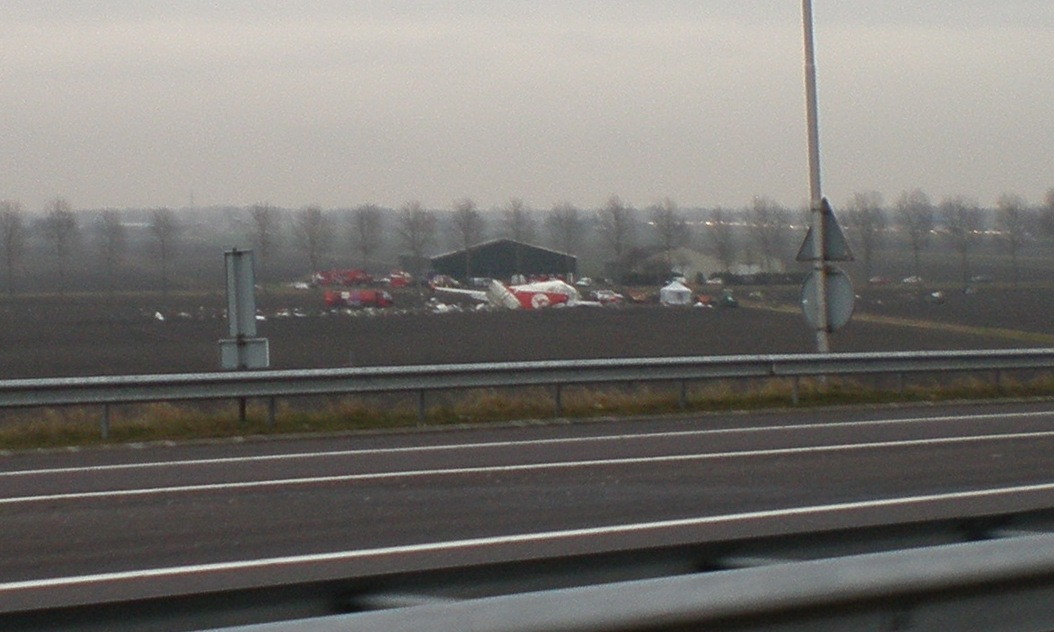
Boeing 737-800 nach dem Absturz

- Amsterdam/Niederlande: Eine aus Istanbul kommende Boeing 737-800 (Turkish-Airlines-Flug 1951) stürzt beim Landeanflug auf den Flughafen Schiphol ab und zerbricht in drei Teile, wobei neun Menschen sterben.[106][107]
- Berlin/Deutschland: Nach dem massiven Rettungspaket für die HSH Nordbank entfacht SPD-Fraktionsvorsitzender Peter Struck eine Diskussion über die Anzahl der Bundesländer und eine mögliche Neugliederung des Bundesgebietes.[108][109]
- Tibet/China: Das Neujahrsfest Losar beginnt. Auf Wunsch des Dalai Lama und tibetischer Organisationen wird es heuer nicht ausgelassen gefeiert, sondern im Gedenken an die Opfer vom März 2008, als antichinesische Demonstrationen blutig niedergeschlagen wurden. Die Kampagne „Nein zu Losar“ hat sich über SMS und Internet rasch verbreitet. Um sie zu unterlaufen, organisierten Chinas Behörden lokale Feste, Feuerwerke und Konzerte. Peking entsandte 20.000 zusätzliche Soldaten nach Tibet und angrenzende Provinzen, um auch Unruhen zum 50. Jahrestag des Volksaufstandes (10. März 1959) zu verhindern.[110][111]

### Donnerstag, 26. Februar 2009
- Den Haag/Niederlande: Der Internationale Strafgerichtshof für das ehemalige Jugoslawien spricht Milan Milutinović, den ehemaligen Präsidenten Serbiens, frei.[112]
- Detroit / Vereinigte Staaten: Der US-Automobilkonzern General Motors weist im 4. Quartal 2008 einen Verlust von 9,6 Milliarden US-Dollar und im Geschäftsjahr 2008 von 30,9 Milliarden Dollar aus.[113]
- Dhaka/Bangladesch: Ein Aufstand einer paramilitärischen Einheit der Grenzsoldaten endet nach anderthalb Tagen. Die Zahl der dabei umgekommenen Menschen ist unklar.[114]
- Edinburgh/Vereinigtes Königreich: Die Royal Bank of Scotland (RBS) gibt einen Rekordverlust 2008 von 24,14 Milliarden Pfund (ca. 27 Milliarden Euro) bekannt. Sie will faule Wertpapiere im Nennwert von 325 Milliarden Pfund beim britischen Staat für 6,5 Milliarden Pfund gegen Zahlungsausfälle versichern.[115]
- München/Deutschland: Der Allianz-Konzern hat aufgrund der Finanzkrise einen Verlust 2008 von 2,4 Milliarden Euro gemacht. Der Verlust wurde vor allem von der Investmentbank Dresdner Kleinwort verursacht, die inzwischen an die Commerzbank verkauft wurde.[116]
- Paris/Frankreich: Eine Versteigerung der privaten Kunstsammlungen von Yves Saint Laurent und Pierre Bergé im Grand Palais erlöst 373,9 Millionen Euro.[117]

### Freitag, 27. Februar 2009

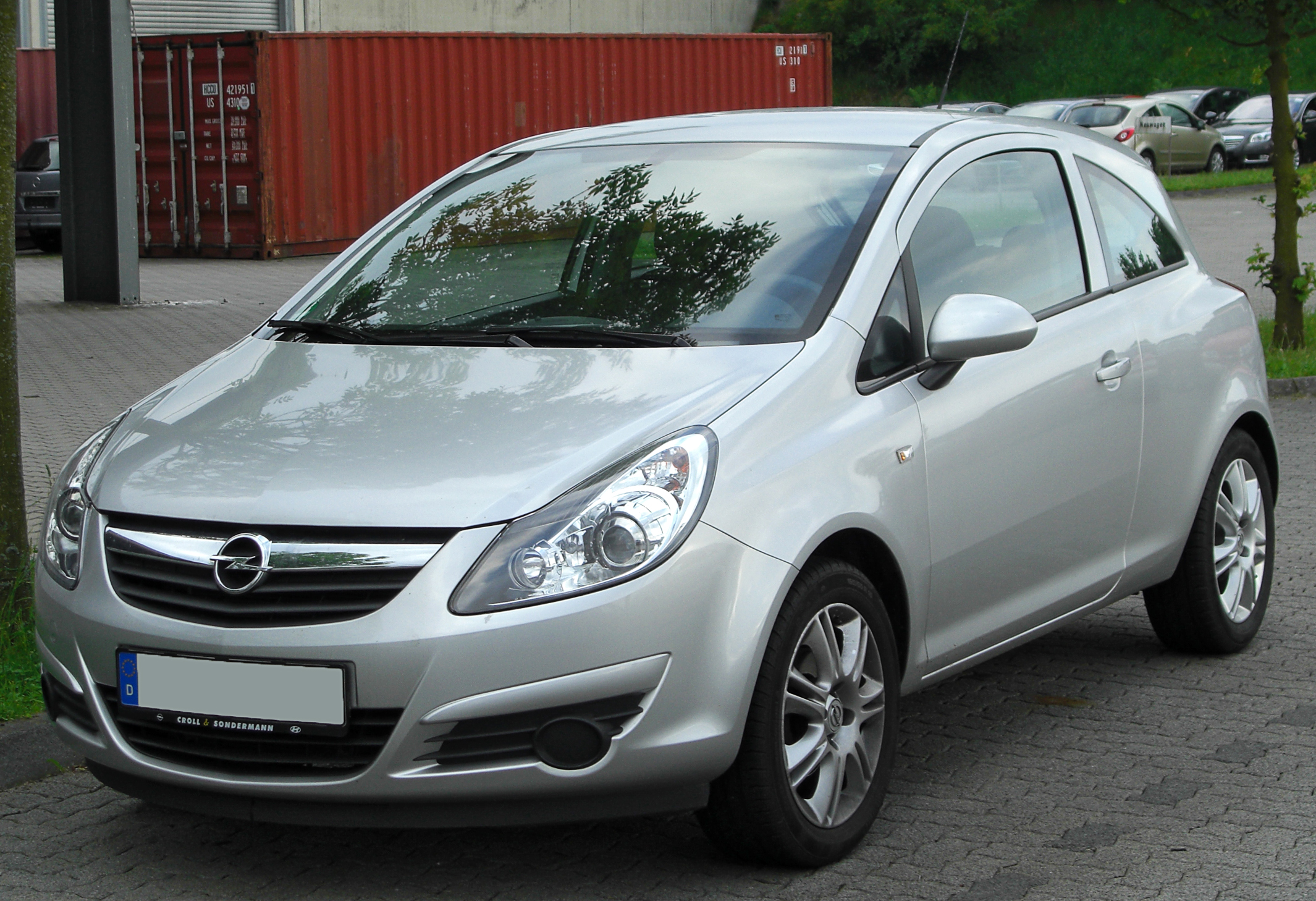
Das Modell „Corsa“ ist Opels meistverkauftes Modell

Fannie-Mae-Logo

- Karlsruhe/Deutschland: Das Versammlungsgesetz Bayerns verstößt nach einem Urteil des Bundesverfassungsgerichtes in wichtigen Teilen gegen das Grundrecht auf Demonstrationsfreiheit.[118]
- Rüsselsheim/Deutschland: Der Kfz-Hersteller „General Motors (GM) Europe“ stellt einen Rettungsplan für das deutsche Tochterunternehmen Opel vor, der beinhaltet, dass eine zu gründende „Opel-Gesellschaft“ eine eigene Unternehmenspolitik für Opel und die britische „Schwestermarke“ Vauxhall Motors betreibt. Seit Ausbruch der Finanzkrise ab 2007 ist der US-amerikanische Mutterkonzern GM angeschlagen und schließt einen generellen Rückzug bei Opel nicht mehr aus.[119]
- Washington, D.C. / Vereinigte Staaten: Die US-Hypothekenbank Fannie Mae meldet für das 4. Quartal 2008 einen Rekordverlust von 25,2 Milliarden US-Dollar und für das Geschäftsjahr 2008 von 58,7 Milliarden US-Dollar.[120]

### Samstag, 28. Februar 2009

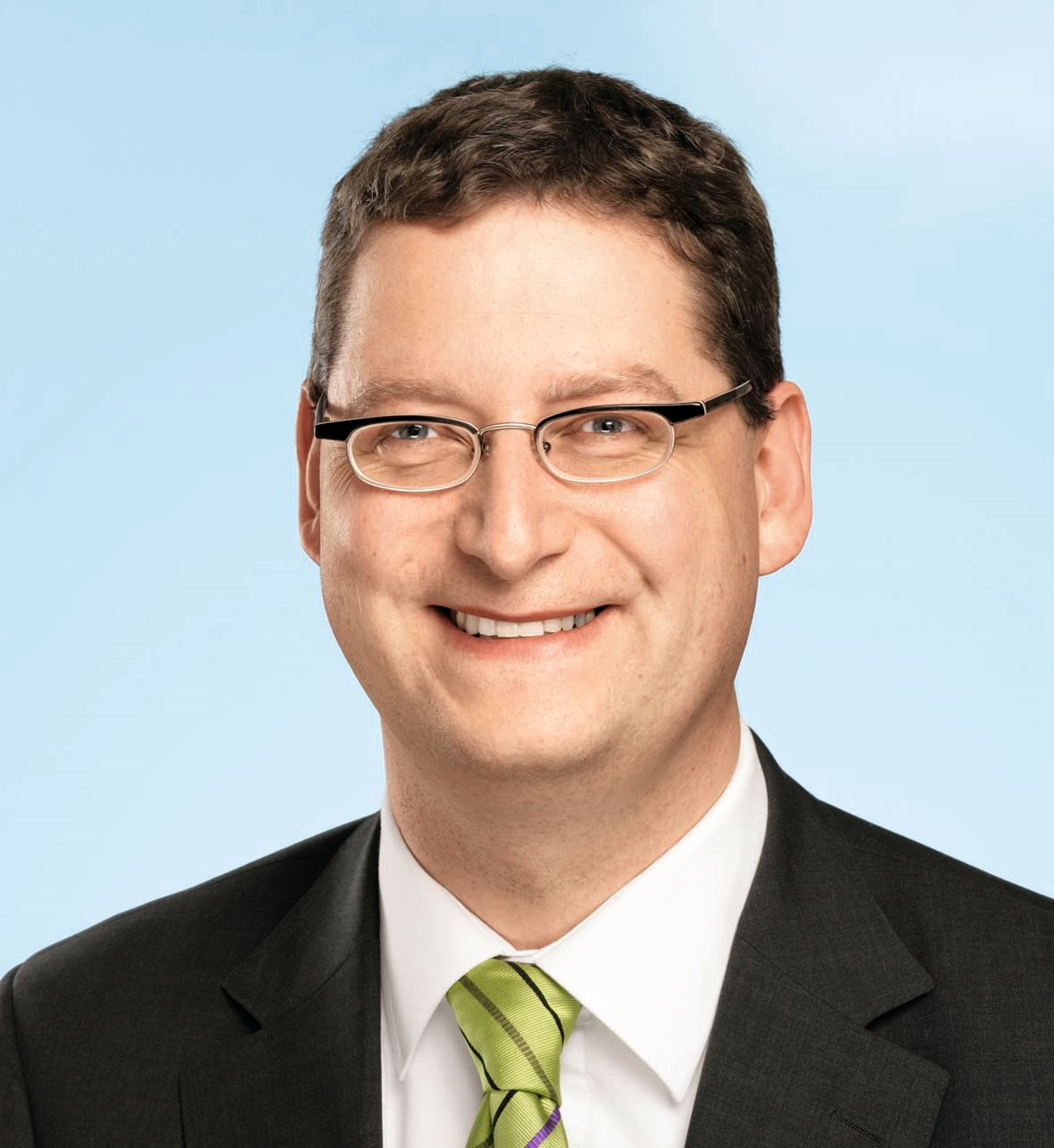
Thorsten Schäfer-Gümbel

- Berlin/Deutschland: Die Bundesregierung ruft den Kfz-Hersteller Opel auf, seine Sanierungspläne darzulegen. Die Bundesregierung erwägt, sich mit fünf Milliarden Euro an Opel zu beteiligen.[121]
- Darmstadt/Deutschland: Die Delegierten des Landesparteitags der SPD Hessen wählen Thorsten Schäfer-Gümbel mit einer Zustimmung von 90,3 % zum neuen Vorsitzenden ihres Landesverbands.[122]
- Sacramento / Vereinigte Staaten: Kaliforniens Gouverneur Arnold Schwarzenegger verhängt wegen einer anhaltenden Dürre den Ausnahmezustand über den Bundesstaat.[123]

## Weblinks

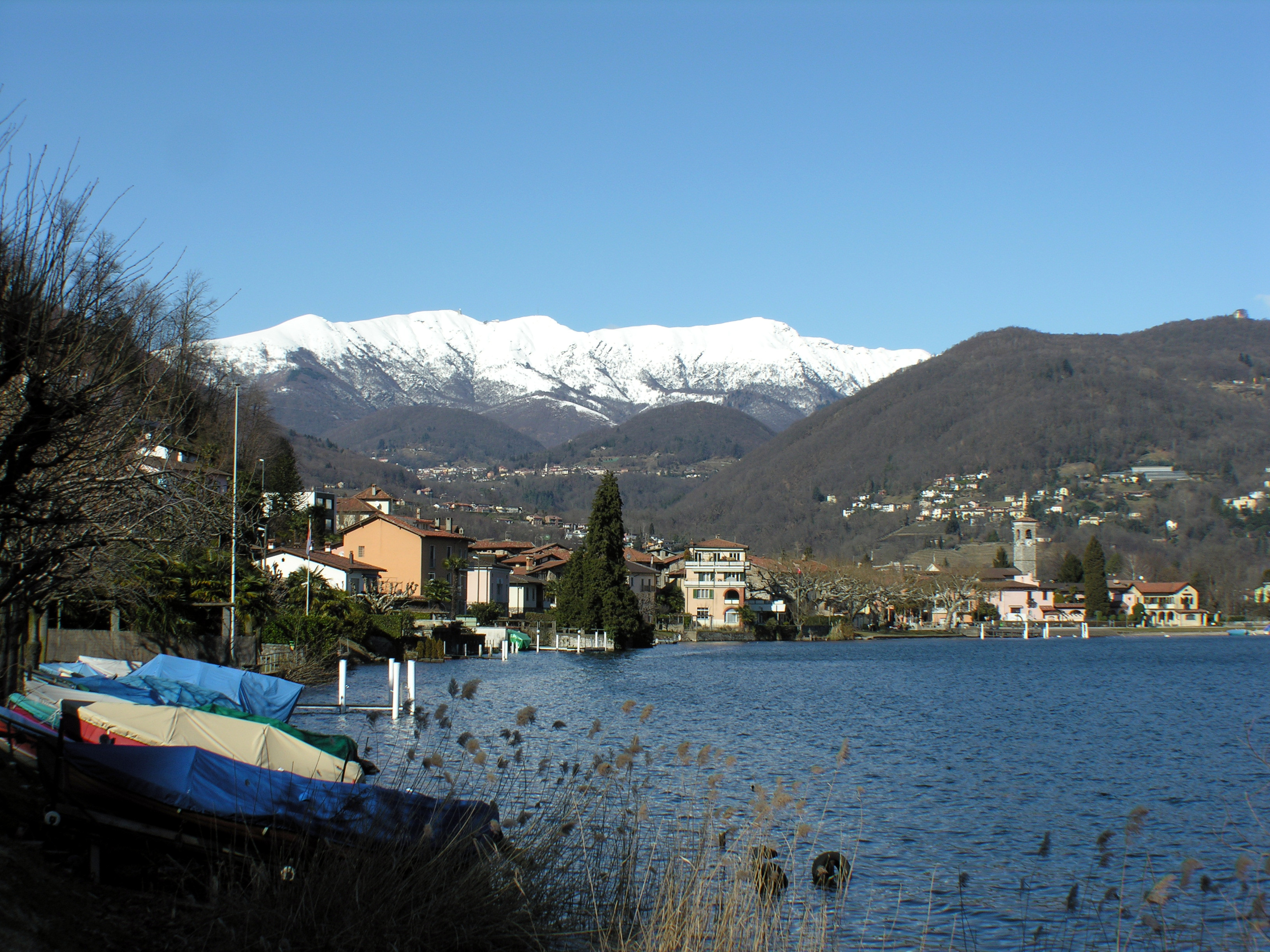
Kanton Tessin im Februar 2009